# Communauté de communes des Monts d'Arrée
La communauté de communes des Monts d'Arrée est une ancienne communauté de communes française, située dans le département du Finistère, en région Bretagne.
La communauté de communes des Monts d'Arrée faisait aussi partie du Pays de Centre Ouest Bretagne (COB).

## Histoire
- 1er janvier 2017 : l'intercommunalité fusionne avec la communauté de communes du Yeun Elez pour former Monts d'Arrée Communauté[1].

## Statistiques
- Régime fiscal (au 01/01/2005):
- Superficie: 1,14 % du département du Finistère.
- Population: 0,47 % du département du Finistère.
- Évolution annuelle de la population (entre 1990 et 1999): ?? % (0,18 % pour le département).
- 1 canton(s) concerné(s): Canton de Huelgoat
- 0 ville(s) de plus de 2 000 habitants:
- 0 ville(s) de plus de 15 000 habitants:

## Composition
Elle regroupait 5 communes (population en 2006, nombre de délégués par commune en 2012):
| Nom              | Code Insee | Gentilé        | Superficie (km2) | Population (dernière pop. légale) | Densité (hab./km2) |
| ---------------- | ---------- | -------------- | ---------------- | --------------------------------- | ------------------ |
| Huelgoat (siège) | 29081      | Huelgoatains   | 14,87            | 1 541 (2014)                      | 104                |
| Berrien          | 29007      | Berriennois    | 56,42            | 982 (2014)                        | 17                 |
| Bolazec          | 29012      | Bolazécois     | 17,47            | 198 (2014)                        | 11                 |
| Locmaria-Berrien | 29129      | Locberriennois | 17,20            | 243 (2014)                        | 14                 |
| Scrignac         | 29275      | Scrignacois    | 70,94            | 799 (2014)                        | 11                 |

## Administration
| Période                                  | Période       | Identité        | Étiquette | Qualité                   |
| ---------------------------------------- | ------------- | --------------- | --------- | ------------------------- |
|                                          | mars 2012     | Albert Le Guern | SE        | Maire de Locmaria-Berrien |
| Mars 2014                                | décembre 2016 | Benoît Michel   |           | Maire de Huelgoat         |
| Les données manquantes sont à compléter. |               |                 |           |                           |

Le mode de représentation des communes au sein du conseil est fixé comme suit : 
- Berrien : 4
- Bolazec : 1
- Huelgoat : 8
- Locmaria-Berrien : 1
- Scrignac : 4